# Mark Abbs
Mark J. Abbs est un membre de la mission militaire d'Archibald Lucius Douglas visant à moderniser la marine impériale japonaise. Son contrat de conseiller étranger commence le 28 juillet 1873. Il est employé par le ministère japonais de la Marine et responsable de la formation des marins à l'école navale impériale. Après l'expiration de son premier contrat, il prolonge jusqu'au 21 avril 1879. Il quitte ensuite le Japon pour le Royaume-Uni avec les autres membres de la mission.